# Teorema de la simetría de Lerner
El Teorema de la Simetría de Lerner es un teorema usado en la teoría de comercio internacional, que afirma que una tarifa a la importación (un porcentaje del valor o un monto por unidad) tiene el mismo efecto que un impuesto a la exportación. El teorema se basa en que el efecto en los precios relativos es el mismo, sin importar qué política (tarifa a la importación o impuesto a la exportación) se aplica.
El teorema fue desarrollado por el economista Abba P. Lerner en 1936.